# I-28 (sous-marin)
L'I-28  (イ-28) est un croiseur-sous-marin japonais de type B1 (乙型（伊十五型) utilisé par la marine impériale japonaise pendant la Seconde Guerre mondiale.

## Construction
Construit par les  Chantiers navals Mitsubishi, à Kobe au Japon, le I-28 a été mis sur cale le 25 septembre 1939, sous le nom de I-31. Il a été lancé le 17 décembre 1940 et est renuméroté le 1er novembre 1941 comme I-28. Il a été achevé et mis en service le 6 février 1942.

## Description
Le I-28, pesant près de 2 600 tonnes en surface, était capable de plonger à 100 m, puis de se déplacer à une vitesse maximale de 8 nœuds, avec une autonomie de 96 milles nautiques à une vitesse réduite de 3 nœuds. En surface, sa portée était de 14 000 milles nautiques, développant une vitesse maximale de 23,6 nœuds. Il transportait un hydravion de reconnaissance biplace Yokosuka E14Y (connu des Alliés sous le nom de Glen), stocké dans un hangar hydrodynamique à la base de la tour de navigation (kiosque).

## Historique
L’I-28 est mis en service à Kobe le 6 février 1942 et rattaché au district naval de Kure. Il est affecté directement à la 6e Flotte.
Le sous-marin participe à la bataille de la mer de Corail en mai 1942 et aux opérations de l'Axe dans les eaux australiennes les mois suivants. De retour à la base de Truk, dans le Pacifique central, le I-28 est torpillé et coulé à la position géographique de 6° 30′ N, 152° 00′ E) avec ses 88 officiers et hommes d'équipage par le sous-marin Tautog de la marine des États-Unis le 17 mai 1942. Pendant 15 minutes, on entend une quarantaine de bruits de craquement, dont une seule explosion énorme, qui secoue considérablement le Tautog.